# 黄祖耀
黄祖耀（英語：Wee Cho Yaw，1929年1月10日—2024年2月3日），新加坡華人企業家，大华银行榮譽主席、泛太平洋酒店集團、虎豹企業等董事長，新加坡政府曾为其颁发荣誉。

## 生平
黃祖耀出生于福建金門，父亲黃庆昌是僑居砂拉越古晉，金門籍華僑後裔。